# Lorenz Humburg

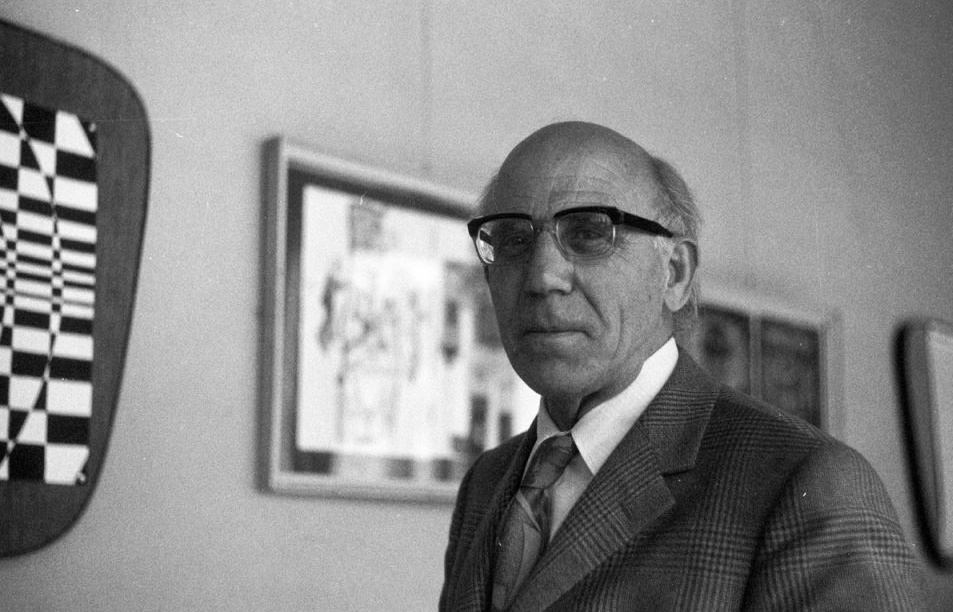
Lorenz Humburg im Zeichensaal des Gymnasium Marianum Warburg, Juni 1971

Lorenz Humburg (* 19. November 1906 in Herne; † 27. August 1994 in Warburg) war ein deutscher Maler und Kunstpädagoge.

## Leben
Humburg wurde am 19. November 1906 als Sohn eines Lehrers in Herne geboren. Er wuchs in Lippstadt auf und studierte nach dem Abitur 1928 zunächst an der Westfälischen Wilhelms-Universität Münster Kunstgeschichte, später an der Kunsthochschule Kassel Kunst und ab 1932 an der Universität der Künste Berlin. Dort studierte er bei Rudolf Großmann und Erich Heckel. 1934 zeigte die renommierte Galerie Nierendorf in Berlin in der Ausstellung
Deutsche Landschaftsmalerei drei Aquarelle des Studenten neben Arbeiten der
Brücke-Künstler Erich Heckel, Emil Nolde und Karl Schmidt-Rottluff; der Kunstkritiker Paul Fechter lobte in einer Rezension Humburgs „ganz eigene, feine, träumerische Landschaftsstimmung.“
Während die Brücke-Maler bald von den Nationalsozialisten als entartet diffamiert und vom Kunstbetrieb weitgehend ausgeschlossen wurden, konnte Humburg 1935 unbehelligt das Erste Staatsexamen für das künstlerische Lehramt an höheren Schulen ablegen. Als aktives Mitglied der katholischen Jugendbewegung Quickborn hielt er jedoch Distanz zu seinen nationalsozialistischen Mitstudenten. Humburg wurde Kunsterzieher an Gymnasien in Gelsenkirchen und Dortmund. Von 1939 bis 1945 war er Soldat und geriet gegen Ende des Krieges in Rheinberg am Niederrhein in britische Kriegsgefangenschaft. Während der monatelangen Lagerhaft entstanden Hunderte von Bleistiftskizzen auf kleinen Zetteln, die einzigen Arbeiten Humburgs, die Krieg und Gefangenschaft zum Thema haben.
Ende 1945 war er wieder in Gelsenkirchen und nahm dort 1946 und 1947 in Essen an ersten Gruppenausstellungen teil. 1948 übersiedelte er nach Warburg (südöstlich von Paderborn), wo er bis 1979 als Kunstlehrer am Gymnasium Marianum und dem Hüffertgymnasium tätig war. Gleichzeitig entstanden in seinem Atelier zahlreiche Ölbilder und Aquarelle, Zeichnungen und Druckgrafiken, die auf Ausstellungen u. a. in Kassel, Paderborn, Bonn, Marburg und Göttingen gezeigt wurden. Auf den in Warburg entstandenen Bildern ist der Mensch als Motiv nahezu verschwunden. Stille, in sich ruhende Landschaftsbilder und Stillleben dominieren das Werk. Im harmonischen Wechselspiel von klar gesetzten Farben und fest strukturierten Formen wollte der Maler dem inneren Wesen von Natur und Dingen jenseits real erlebter oder erlittener Wirklichkeit auf den Grund gehen. Am 27. August 1994 starb der bei seinen Schülern äußerst beliebte Kunstpädagoge nach langer Krankheit in Warburg. Im gleichen Jahr widmete ihm das Warburger Museum im Stern eine Retrospektive.
Ein wichtiges didaktisches Mittel seines Kunstunterrichts waren für Lorenz Humburg Gemeinschaftsarbeiten, die „vom Begabten“ fordern, „sich nicht herauszustellen, und den Schwachen“ ermutigen, „innerhalb des Gesamtwerkes seinen Beitrag zu leisten“.
Sein älterer Bruder Josef Humburg (1905–1967) arbeitete von 1942 bis 1945 und von 1950 bis 1967 als Kunstlehrer an der Mittelschule, der späteren Von-Fürstenberg-Realschule, in Paderborn.

## Zitat
„Was Sie aus einem Stück Holz oder einem Stück Stein herauszuarbeiten beabsichtigen, stellen Sie sich als perfekt, noch verborgen, aber letztlich schon enthalten vor. Ihre Aufgabe ist lediglich, es herauszuschälen, Schicht für Schicht, rundum, solange, bis sich die wirkliche Gestalt offenbart.“

## Ausstellungen (Auswahl)
- 1934: Deutsche Landschaftsmalerei, (mit Erich Heckel, Emil Nolde und Karl Schmidt-Rottluff), Galerie Nierendorf, Berlin
- 1946: Malergruppe HÜTTE, Gelsenkirchen
- 1947: Große Kunstausstellung, Essen
- 1981: Kunstverein, Paderborn
- 1994: Museum im Stern, Warburg (Retrospektive)
- 2002: Hans-Sachs-Haus, Gelsenkirchen (Retrospektive)[2]

## Veröffentlichungen
- Kay Heinrich Nebel – Handzeichnungen. Lometsch, Kassel 1954